# Hans Christian Nielsen
Hans Christian Wedelsted Nielsen, född 10 maj 1928 i Odder, död 5 mars 1990 i Århus, var en dansk fotbollsspelare.
Nielsen blev olympisk silvermedaljör i fotboll vid sommarspelen 1960 i Rom.